# Bruvno
Bruvno (serb. Брувно) – wieś w Chorwacji, w żupanii zadarskiej, w gminie Gračac. W 2011 roku liczyła 92 mieszkańców.